# Bella Ahatovna Ahmadulina
Bella (Izabella) Ahatovna Ahmadulina (Бе́лла (Изабе́лла) Аха́товна Ахмаду́лина, Moszkva, 1937. április 10. – Peregyelkino, 2010. november 29.) szovjet-orosz költőnő, novellista, esszéista, műfordító, a 20. század második felének, az orosz „új hullámnak” egyik legjelentősebb költője. Joszif Brodszkij a legjobb élő orosz költőnek nevezte, Sonia I. Ketchian, a The Poetic Craft of Bella Akhmadulina szerzője pedig így értékelte: „a 20. század egyik nagy költője, Ahmatova, Cvetajeva, Mandelstam és Paszternak után az ötödik”. Tagja volt az orosz Írószövetségnek, vezetőségi tagja az orosz PEN-központnak, tagja a Puskin Múzeum baráti körének, tiszteletbeli tagja az Amerikai Művészeti és Irodalmi Akadémiának.

## Élete
Bella Ahmadulina 1937. április 10-én született Moszkvában. Apja tatár származású miniszterhelyettes volt, anyja olasz származású, a KGB-nél dolgozott fordítóként. Bella iskolás korában kezdett verset írni.
Az első kritika 1957-ben jelent meg róla a Komszomolszkaja pravdában. 1960-ban végezte el a Gorkij Irodalmi Főiskolát, miután korábban kizárták (majd visszavették), mivel helytelenítette a Borisz Paszternak elleni rágalomhadjáratot.
1964-ben újságírónőt alakított a Zsivjot takoj pareny (Van egy ilyen legény) című filmben.
Első verseskötete 1962-ben jelent meg Sztruna (A húr) címmel. Ezt követte az Oznob (Láz) 1968-ban, az Uroki muziki (Zeneórák) 1970-ben, a Sztyihi (Versek) 1975-ben, a Metyel (Hóvihar) 1977-ben, a Szvecsa (Gyertya) 1977-ben, a Tajna (Titok) 1983-ban, a Szad (Kert) 1989-ben, utóbbi elnyerte a Szovjetunió Állami Díját.
Ahmadulina költészetét erős líraiság, választékos formaművészet, a költészeti hagyománnyal való szoros kapcsolat jellemzi. 1970-ben ellátogatott Grúziába, s attól fogva a hely fontos szerepet töltött be művészetében. Más grúz szerzők között oroszra fordította Baratasvili, Tabidze és Abasidze műveit.
1979-ben Viktor Jerofejevvel, Andrej Voznyeszenszkijjel, Vlagyimir Viszockijjal és másokkal együtt írást közölt a hatósági engedély nélkül indított és hamarosan betiltott Metropol almanachban.
1993-ban aláírta a „Negyvenkettek levelét”, tiltakozásul az ellen, hogy a keményvonalas kommunisták Alekszandr Ruckoj alelnök és Ruszlan Haszbulatov parlamenti elnök vezetésével megszállták a moszkvai Fehér Házat.
2006-ban az Avtograf veka kiadó azonos című kiadványában (A század autográfjai) egy fejezetet Bella Ahmadulinának szentelt.
2010. november 29-én este hunyt el a mentőautóban. Negyedik férje, Borisz Messzerer festő és díszlettervező közlése szerint a halál oka szív-ér katasztrófa volt.
Dmitrij Medvegyev elnök és Vlagyimir Putyin miniszterelnök hivatalosan részvétét fejezte ki a hozzátartozóknak. Medvegyev „az orosz költészet klasszikusának” nevezte Ahmadulina életművét.
Bella Ahmadulinát 2010. december 3-án búcsúztatták a moszkvai Írók Házában, és ugyanezen a napon helyezték végső nyugalomra a Novogyevicsij-kolostor temetőjében.

## Családja
Ahmadulina Jevgenyij Jevtusenko első felesége volt, később pedig Jurij Nagibin felesége lett. Harmadik férjétől, Eldar Kulijevtől született 1973-ban Liza nevű lánya. 1974-ben Borisz Messzererhez ment feleségül.
Jelizaveta Kulijeva anyja nyomdokait követve elvégezte az Irodalmi Főiskolát, ma férjével Peregyelkinóban él. Ahmadulina második lánya, Anna a Nyomdaipari Intézetben tanult, grafikusként, könyvillusztrátorként dolgozik.

## Művészete
„Írásait kezdettől fogva áthatotta a félig tiltott gyümölcs íze: 1959–60-ban versei megjelentek a Szintakszisz című kéziratos ifjúsági lapban, 1968-ban a Poszev emigráns orosz kiadó jelentetett meg tőle egy kötetre való versgyűjteményt, 1979-ben egy szépprózai művel részt vett a Metropol almanachban.” Az új hullám „hangos költőivel” ellentétben sosem volt jellemző rá a társadalmi aktivizmus, sőt költészetének túlságosan személyes „kamarajellegéért” az 1970-es évek elején meg is rótta a hivatalos kritika. Fő témái a barátság, a természet, a lelkiállapotok, a vidéki és városi tájak, a különféle csapadékformák (az esőről poémát is alkotott), de nem volt idegen tőle az önirónia, a clownszerep sem.
Jelentős esszéket írt Puskinról, Lermontovról, Ahmatováról, Cvetajeváról, Mandelstamról, Paszternakról, Tvardovszkijról, valamint legkedvesebb emigráns írójáról, Nabokovról.

## Érdekességek
A Micimackó orosz rajzfilmváltozatában Ija Szavvina Bella Ahmadulina hanghordozását utánozva személyesítette meg Malackát. A rajzfilm bemutatása után Ahmadulina felhívta Szavvinát, és ironikusan megköszönte neki, hogy ilyen „disznóságot” művelt vele.

## Kötetei
- Струна (A húr, 1962)
- Озноб (Láz, 1968)
- Уроки музыки (Zeneórák, 1969)
- Стихи (Versek, 1975)
- Свеча (Gyertya, 1977)
- Сны о Грузии (Álmok Grúziáról, 1977, 1979)
- Метель (Hóvihar, 1977)
- альманах Метрополь (Много собак и собака, Sok kutya és egy kutya, 1980)
- Тайна (A titok, 1983)
- Сад (A kert, 1987)
- Стихотворения (Versek, 1988)
- Избранное (Válogatott művek, 1988)
- Стихи (Versek, 1988)
- Побережье (A part, 1991)
- Ларец и ключ (A ládikó és a kulcs, 1994)
- Шум тишины (A csend zaja, 1995)
- Гряда камней (Kősor, 1995)
- Самые мои стихи (Az én verseim, 1995)
- Звук указующий (Az útmutató hang, 1995)
- Однажды в декабре (Valamikor decemberben, 1996)
- Созерцание стеклянного шарика (Nézem az üveggömböt, 1997)
- Собрание сочинений в трёх томах (Összegyűjtött művei három kötetben, 1997)
- Миг бытия (A létezés pillanata, 1997)
- Нечаяние (стихи-дневник, A véletlen, verses napló, 1996—1999)
- Возле ёлки (A fenyő mellett, 1999)
- Друзей моих прекрасные черты (Barátaim gyönyörű arca, 2000)
- Стихотворения. Эссе (Versek, esszék, 2000)
- Зеркало. XX век (Tükör. A 20. század—versek, poémák, fordítások, novellák, esszék, felszólalások, 2000)

## Magyarul
Magyarul az alábbi gyűjteményekben, antológiákban találhatóak költeményeiː
- Új szerelmes kalendárium. Háromszázhatvanöt költő háromszázhatvanöt verse; vál. Kormos István, jegyz. Tótfalusi István; Móra, Bp., 1963
- Hózápor. Fiatal szovjet költők; vál., ford., utószó Rab Zsuzsa; Európa, Bp., 1967 (Modern könyvtár)
- Magvető, 1967/2.; Magvető, Bp., 1967[10]
- Szerelmes ezüst kalendárium. Háromszázhatvanöt költő háromszázhatvanöt verse; vál. Kormos István; Kossuth Ny., Bp., 1967 (Kozmosz könyvek)
- Férjhez mennek az angyalok. Mai szovjet líra; vál., ford., utószó Rab Zsuzsa; Európa, Bp., 1971 (Modern könyvtár)
- Ablak a tavaszi térre. Mai szovjet költők; vál., ford., szerk., bev. Rab Zsuzsa; Kozmosz, Bp., 1975 (A világirodalom gyöngyszemei)
- Népek éltetője. Irodalmi műsorok és műsorvázlatok a Nagy Októberi Szocialista Forradalom 60. évfordulója alkalmából; szerk. Keleti István; MSZBT, Bp., 1977
- A végtelenség szomja. Hatvan év szovjet költészetéből; vál., szerk., előszó, jegyz. Rab Zsuzsa, ford. Ágh István et al.; Kozmosz Könyvek, Bp., 1977 (A világirodalom gyöngyszemei)
- Éltető évek. Irodalmi műsorgyűjtemény; szerk. Keleti István; Magyar-Szovjet Baráti Társaság, Bp., 1980
- Egy égbolt alatt. Szovjet-orosz költők; vál. E. Fehér Pál, Kelemen Gyula, szerk. Kelemen Gyula, ford. Áprily Lajos; Európa, Bp., 1981 (A szovjet irodalom könyvtára)
- Színkép. Új nemzedékek műfordításaiból; vál., szerk., előszó Mezey Katalin, ford. Baka István et al.; Kozmosz Könyvek, Bp., 1984
- Ma mondd! Mai szovjet költők; ford. Rab Zsuzsa, jegyz. Lengyel János írta; Európa, Bp., 1984 (Modern könyvtár)
- Szonett, aranykulcs... 1001 szonett a világirodalomból Somlyó György válogatásában; ford. András László et al.; Orpheusz Könyvek, Bp., 1991
- Mondd, hogy szeretsz! Szerelmes költőpárok, visszacsókolt múzsák; vál. Baranyi Ferenc; K. u. K., Bp., 1998
- Várj reám. Orosz szerelmes versek; vál., előszó Baranyi Ferenc, ford. Galgóczy Árpád et al.; General Press, Bp., 1999 (Szép versek, szép köntösben)
- Orosz költők antológiája; vál., szerk. Szőke Katalin és Zöldhelyi Zsuzsa, ford. Áprily Lajos et al.; Magyar Könyvklub, Bp., 2001 (Klub klasszikusok. Világirodalom)

## Díjai
- A népek barátsága érdemrend (1984)
- A Szovjetunió Állami Díja (1989)
- Nosside-díj (olasz, 1994)
- Puskin-díj (1994)
- Oroszország elnökének irodalmi és művészeti díja (1998)
- Bulat Okudzsava-díj (2003)
- Oroszország Állami Díja (2004)
- A Haza Szolgálatáért díj (2007)
- Az Orosz Művészeti Akadémia tiszteletbeli tagja (2009)

## Fordítás
- Ez a szócikk részben vagy egészben az Ахмадулина, Белла Ахатовна című orosz Wikipédia-szócikk ezen változatának fordításán alapul.  Az eredeti cikk szerkesztőit annak laptörténete sorolja fel. Ez a jelzés csupán a megfogalmazás eredetét és a szerzői jogokat jelzi, nem szolgál a cikkben szereplő információk forrásmegjelöléseként.